# Abtsteinach
Abtsteinach er en kommune i Kreis Bergstraße med 2.444 indbyggere (31/12/2018). I Absteinach er kilden fra Steinach.

## Kommunalvalg 2011
| Parti                               | Procent |
| ----------------------------------- | ------- |
| Freie Wählervereinigung Abtsteinach | 48,0    |
| CDU                                 | 30,3    |
| SPD                                 | 21,8    |